# Myspace
Myspace (по-рано стилизиран като MySpace, също myspace; в прев. от англ. – „моето пространство“, произн. „майспейс“) е многоезичен уеб сайт, който се финансира от различни реклами и по този начин предлага на потребителите безплатни профили със снимки, видеа, блогове и др. MySpace е разглеждана като една от най-разпространените и широкозастъпени социални мрежи в интернет. В САЩ MySpace е по-известен като социалната мрежа за частна употреба в сравнение с Facebook, който се използва предимно в професионална среда.
Myspace е услуга за социални мрежи, базирана в Съединените щати. Стартира на 1 август 2003 г., тя е първата социална мрежа, която достигна глобална аудитория и има значително влияние върху технологиите, поп културата и музиката. Изиграва също критична роля в ранния растеж на компании като YouTube. От 2005 г. до 2009 г. Myspace е най-голямата социална мрежа в света.
През юли 2005 г. Myspace е придобит от News Corporation за 580 млн. щ.д. и през юни 2006 г. надминава Yahoo! и Google, като става най-посещавания уебсайт в Съединените щати. Той генерира 800 млн. щ.д. приходи през фискалната 2008 г. [10] В пика си през април 2008 г. Myspace и Facebook достигат 115 млн. месечни посетители, но Myspace отстъпва незначително от новопоявилата се Facebook по отношение на глобалните потребители. Оттогава броят на потребителите на Myspace постоянно намалява и през 2019 г. месечните посетители на сайта са спаднали до седем милиона.
През юни 2009 г. в Myspace работят около 1600 души. През юни 2011 г. Specific Media Group и Джъстин Тимбърлейк съвместно купуват компанията за приблизително 35 млн. щ.д. През 2016 г. тя е закупена от Time Inc., която пък е придобита от Meredith Corporation през 2018 г. На 4 ноември 2019 г. Meredith я продава на Viant Technology LLC.

## Възникване и развитие
Първоначално MySpace е бил използван за безплатно съхраняване на различни данни в интернет. Едва през 2003 г. Том Андерсън основава тази социална мрежа под същия интернет адрес. Предприятието е купено през 2005 г. от Рупърт Мърдок за 580 милиона долара. Броят на потребителите в MySpace е наброявал през 2007 г. 180 милиона. Статистиките показват, че на интернет страницата биват регистрирани средно на ден до 230 000 потребителя. В така наречения Control Panel се намира актуалната статистика на сайта. Данни от 2009 г. сочат близо 260 000 000 регистрирани потребителя. Оттогава броят на потребителите на MySpace устойчиво спада въпреки някои промени в дизайна.
Главното, с което MySpace се отличава, особено след основаването му от Том Андерсън, е музиката. Андерсън е използвал контактите си, които е имал с различни певци и групи, убеждавайки ги да си направят свое собствено „пространство“. По този начин е дадена възможност за осъществяване на непосредствена връзка между певците и техните фенове. Така се е сложило началото на най-съществения фактор на сайта.
Основната разлика между Myspace и други социални мрежи, налични в съвремието ни и в известен период преди него е възможността за собствен дизайн на облика на персоналната потребителска страница, която платформата предоставя на всеки регистрирал се потребител. С помощта на HTML и CSS кодове потребителят има възможност да променя фона, като зададе свой собствен, да подрежда менютата, да скрива и да показва съдържание, да добавя менюта, мултимедия, вкл. движещи се обекти (флаш), видеоклипове, снимки и много други. Възможността за креативност в дизайна на профилите е на практика неограничена. Разбира се, има рестрикции при качване на неподходящи изображения и политики на Myspace, които се задействат автоматизирано в случай на нарушение на някоя от тях, най-често под формата на публикуване на неподходящо съдържание. Myspace страницата може да бъде кръстена по всякакъв начин, но окончанието и е винаги *myspace.com.
Социалната мрежа придобива популярност в периода 2003 – 2010 г., където много звезди от музикалния и филмовия шоубизнес, известни личности и организации правят профили във Facebook, което дава възможност на потребителите да се свържат с тях, да коментират и да следят съдържанието на техните Myspace страници. Популярността на Myspace намалява след набирането на популярност на Facebook, добре познатата ни социална мрежа днес, която е пълна противоположност на Myspace. Там потребителят не разполага със същите права да променя облика на персоналния си профил, или поне в смисъл на това, че те са много по-ограничени. Facebook потребителите нямат права да променят фона на страницата си и да персонализират менютата, начина, по който се изобразяват. Във Facebook се спазва концепцията на страницата, не могат да се променят изгледите или подредбата на менютата, позиционирането на профилната снимка и т.н. Там можеш да променяш само профилната си снимка, да създаваш албуми със снимки, да тагваш хора на тях (функция, която имаше и в Myspace) и да коментираш. Което реално превръща Facebook в една доста по-ограничена откъм дизайн и потребителска индивидуалност платформа. Към днешна дата Myspace все още съществува, но с намален брой потребители и с променена концепция, доближаваща се малко до тази на гиганта Facebook. Монополът в социалните мрежи се държи от платформи като Facebook, Instagram и много други. За това донякъде допринася развитието на технологията на смартфоните, където платформите биват интегрирани. Myspace започна да губи популярност точно тогава, когато смартфоните започнаха да се развиват и всички имаха приложения като Facebook, Instagram, по-тясно свързани със смартфон телефонията WhatsApp, Viber и т.н.